# Любліно (Польща)
Люблі́но (пол. Lublino) — село в Польщі, у гміні Хоцивель Старгардського повіту Західнопоморського воєводства.
Населення — 141 особа (2011).
У 1975—1998 роках село належало до Щецинського воєводства.

## Демографія
Демографічна структура станом на 31 березня 2011 року:
|          | Загалом | Допрацездатний вік | Працездатний вік | Постпрацездатний вік |
| -------- | ------- | ------------------ | ---------------- | -------------------- |
| Чоловіки | 73      | 14                 | 52               | 7                    |
| Жінки    | 68      | 19                 | 39               | 10                   |
| Разом    | 141     | 33                 | 91               | 17                   |